# أصالة (فلسفة)

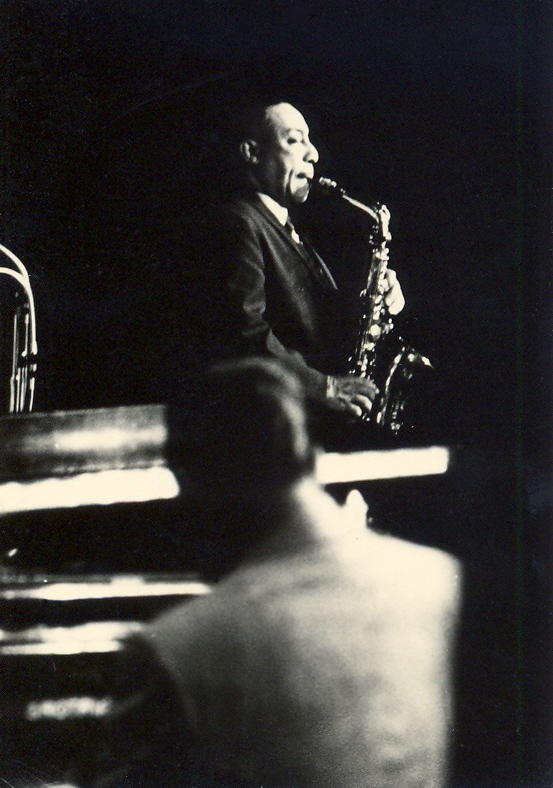
رأي سارتر أن موسيقى الجاز هي تعبير أمثل عن الأصالة.

الأصالة هي مفهوم في علم النفس (تحديدًا العلاج النفسي الوجودي) وكذلك الفلسفة الوجودية وفلسفة الجمال (فيما يتعلق بالفنون والأنواع الموسيقية المختلفة). في الوجودية، الأصالة هي الدرجة التي تتوافق فيها أفعال الفرد مع معتقداته ورغباته، على الرغم من الضغوط الخارجية، ذلك حيث يُنظر إلى الذات الواعية على أنها تتصالح مع الوجود في عالم مادي، ومع مواجهة قوى وضغوط وتأثيرات خارجية غير نفسها وتختلف تمامًا عن نفسها. يعتبر الافتقار إلى الأصالة في الوجودية بمثابة سوء نية. تتوافق الدعوة إلى الأصالة مع التعليمات الشهيرة للوسيطة الروحية لدلفي، والتي تقول: «اعرف نفسك». لكن الأصالة توسع نطاق هذه الرسالة: «لا تعرف نفسك فقط – كن نفسك».
تختلف وجهات النظر حول الأصالة في الأنشطة الثقافية بشكل كبير. على سبيل المثال، كان لدى الفلاسفة جان بول سارتر وتيودور أدورنو وجهات نظر متضاربة بشأن موسيقى الجاز، حيث كان سارتر يعتبرها أصيلة في حين اعتبرها أدورنو غير أصيلة. غالبًا ما يُذكر مفهوم الأصالة في الثقافات الفرعية الموسيقية، مثل موسيقى البانك روك والهيفي ميتال، إذ يُشار عادةً إلى النقص المزعوم في الأصالة بلقب «مُدَّعٍ» هناك أيضًا تركيز على الأصالة في أنواع الموسيقى مثل «موسيقى الهاوس، والغرنج، والجراج، والهيب هوب، والتكنو، والشو تونز».

## نظريات

### الوجودية
تتمثل واحدة من أكبر المشاكل التي تواجه مثل هذه النهوج المجردة في أن المحركات التي يطلق عليها الناس «احتياجات الكيان الداخلي للفرد» هي متفرقة، وذاتية، وغالبًا ما تكون مرتبطة بالثقافة. لهذا السبب، من بين أسباب أخرى، غالبًا ما تكون الأصالة «في حدود» اللغة، حيث توصف بأنها الفضاء السلبي حول عدم الأصالة، مع الإشارة إلى أمثلة على الحياة الزائفة غير الأصيلة. ربما تكون روايات سارتر هي أسهل طريقة للوصول إلى هذة الصيغة لوصف الأصالة: غالبًا ما تحتوي على شخصيات وأبطال مخالفين للعرف يستندون في أفعالهم على الضغوط الخارجية – الضغط من أجل أن يظهروا وكأنهم نوع معين من الأشخاص، والضغط من أجل تبني نمط معيشي معين، والضغط لتجاهل الاعتراضات الأخلاقية والجمالية من أجل وجود أكثر راحة. يتضمن عمله أيضًا شخصيات لا تفهم أسبابها الخاصة فيما يتعلق بأفعالهم، أو شخصيات تتجاهل حقائق مهمة حول حياتهم من أجل تجنب الحقائق غير المريحة. لذلك، ترتبط أعمال سارتر بهذا التقليد الفلسفي.
سارتر معني أيضًا بالتجربة «الدُوارِيُّة» للحرية المطلقة. من وجهة نظر سارتر، فإن هذه التجربة، الضرورية لحالة الأصالة، يمكن أن تكون مزعجة للغاية لدرجة أنها تقود الناس إلى طرق عيش زائفة. عادة ما يُنظر إلى الأصالة على أنها مفهوم عام جدًا، ولا يرتبط بأي أيديولوجية سياسية أو جمالية معينة. هذا جانب ضروري من الأصالة: لأنه يتعلق بعلاقة الشخص بالعالم، ولا يمكن الوصول إليها ببساطة عن طريق تكرار مجموعة من الأفعال أو اتخاذ مجموعة من المواقف. بهذه الطريقة، ترتبط الأصالة بالإبداع: يجب أن ينشأ الدافع للعمل من الشخص المعني، لا أن يُفرض عليه من الخارج. يأخذ هايدغر هذا المفهوم إلى أقصى حد، وذلك من خلال التحدث بمصطلحات مجردة للغاية حول أنماط المعيشة (تبنى سارتر مصطلحاته وبسطها في أعماله الفلسفية). غالبًا ما يركز عمل كيركغارد (مثل «الثناء على إبراهيم» من الخوف والارتجاف) على قصص الكتاب المقدس التي لا يمكن تقليدها بشكل مباشر. ركز سارتر، كما لوحظ أعلاه، على الوجود الزائف كطريقة لتجنب المشكلة التناقضية في الظهور لتقديم وصفات لأسلوب المعيشة الذي يرفض الإملاء الخارجي.

الأصالة، وفقًا لكيركغارد، تعتمد على أن يجد الفرد إيمانًا حقيقيًا ويصبح صادقًا مع نفسه. يطور كيركغارد فكرة أن وسائل الإعلام الإخبارية والكنيسة البرجوازية–المسيحية تطرح تحديات لفرد في المجتمع يحاول العيش بشكل أصيل. هكذا يرى كيركغارد «كلا وسائل الإعلام والكنيسة وكالات متدخلة، تعيق طريق الناس إلى التجارب الحقيقية، والأصالة، والله». تكمن قناعته في فكرة أن الثقافة الجماهيرية تسفر عن خسارة الأهمية الفردية، والتي يشير إليها بـ «التسوية». ينظر كيركغارد إلى وسائل الإعلام على أنها تدعم مجتمعًا لا يشكل آرائه الخاصة ولكنه يستخدم الآراء التي شكلتها الأخبار. بالمثل، يفسر الدين على أنه تقليد يقبله الأفراد بصورة سلبية، دون إدراج للفكر الأصيل. يعتقد كيركغارد أنه يمكن تحقيق الإيمان الأصيل من خلال «مواجهة الواقع، واتخاذ قرار، ثم التمسك به بشغف». الهدف من فلسفة كيركغارد الوجودية هو إظهار أنه، من أجل تحقيق الأصالة، يجب على المرء أن يواجه الواقع، ويشكل آرائه الخاصة في الوجود. حتى لا تثبط العزيمة بسبب التسوية، يقترح كيركغارد أنه «يجب على المرء أن يتخذ خيارًا فعالًا للاستسلام لشيء يتجاوز الفهم، وثبة إيمان إلى التدين». حتى لو لم يرغب الفرد في بذل جهد لاستحداث آرائه الخاصة، يجب عليه أن يفعل ذلك في مهمة بحثه عن الإيمان الأصيل. هكذا وصف كيركغارد الأصالة في كتابه لعام 1850 الممارسة في المسيحية:
«لذلك، إنه لمن الخطر أن أبشر، لأنني عندما أصعد إلى ذلك المكان المقدس – سواء كانت الكنيسة معبأة أو فارغة تمامًا، سواء كنت أنا على علم بذلك أم لا، فأنا لدي مستمع واحد أكثر ممن يمكن رؤيتهم، مستمع غير مرئي، الله في الجنة، الذي بالتأكيد لا أستطيع رؤيته ولكن حقًا يمكنه رؤيتي...حقًا من الخطر أن أبشر! لدى معظم الناس فكرة أن الخروج على المسرح كممثل، والتعرض لخطر تركيز كل العيون على المرء، هو شيء يتطلب الشجاعة، ولكن هذا الخطر، من ناحية ما، مثل كل شيء على المسرح، هو وهم، لأن الممثل، بطبيعة الحال، شخصيًا خارج كل شيء؛ تتمثل مهمته على وجه التحديد في الخداع، والنفاق، وتمثيل شخص آخر، وإعادة إنتاج كلمات شخص آخر بدقة. إن المعلن عن الحقيقة المسيحية، من ناحية أخرى، يتقدم إلى مكان حيث، حتى لو لم تكن عيون الجميع مركزة عليه، عين كلي العلم هي كذلك. مهمته هي: أن يكون نفسه، وفي مكان، بيت الله، الذي فيه، كل العيون والآذان، تتطلب شيئًا واحدًا منه –أن يكون هو نفسه، أن يكون صادقًا. يجب أن يكون صادقًا، أي أنه يجب أن يكون هو نفسه ما يعلنه، أو على الأقل يسعى إلى ذلك، أو على الأقل يكون صادقًا بما يكفي ليعترف أنه ليس هذا...كم هي مخاطرة أن أكون أنا من يبشر، من يتحدث، أنا، الذي من خلال التبشير، وأثناء ما يبشر، يلزم نفسه بغير شروط، يعرض حياته بحيث، إذا أمكن، يمكن للمرء أن ينظر مباشرة إلى روحه–ليكون هذا الأنا، هذا أمر محفوف بالمخاطر!». سورين كيركيغارد، الممارسة في المسيحية 1850، هونغ ص. 234–235.
نظرة نيتشه إلى الأصالة هي تفسير ملحد لتفسير كيركغارد. يرفض دور الدين في إيجاد الأصالة لأنه يؤمن بالبحث عن الحقيقة دون استخدام الفضائل. يعتقد نيتشه أن الرجل الأصيل هو على النحو التالي: شخص يرفع نفسه فوق الآخرين من أجل تجاوز حدود الأخلاق التقليدية في محاولة من أجل التقرير للذات عن الخير والشر، دون النظر إلى الفضائل «التي نكن الاحترام لأجدادنا على حسابها». يرفض نيتشه فكرة الفضائل الدينية بسبب قلة تساؤل الفرد. يجب على المرء أن يتجنب ما يسميه «قطيع الأخلاقيات الحيواني»، إذا أراد أن يجد الأصالة. يجب أن «يقف وحده» ويتجنب المبادئ المصاغة دينيًا، من الضروري أن يكون «قويًا وأصليًا بما يكفي لاستهلال تقديرات معاكسة للقيمة، لإعادة تغيير كلية وعكس للـ «التقديرات الأبدية». يجب على المرء أن يكون مفكرًا حرًا ويعطى تفسيرات لوجهات النظر خارج ميوله. إن القاسم المشترك بين فلسفات الوجود لكيركغارد ونيتشه هو «المسؤوليات التي يضعونها على عاتق الفرد الذي يقوم بدور فعال في تشكيل معتقدات المرء ومن ثم يكون على استعداد للتصرف على أساس هذا المعتقد». بالنسبة لنيتشه، فإن العقلية العلمانية هي شكل من أشكال الضعف، ولكي تتحقق الأصالة، يجب على المرء أن يتجاوز الأخلاق التقليدية بحق.
وفقًا لأبولوف، فإن دعوة الأصالة –كون الفرد صادقًا مع نفسه– تخفي بخداع الفجوات العميقة بين تفسيرين متباينين للـ «الذات»: الأصولية والوجودية. تتطلب الأصالة الأصولية أن نجد ونتبع مصيرنا المحتم، صميمنا الفطري. في المقابل، فإن الأصالة الوجودية تنص على أن «تحدد مصيرك!»، حيث تحث الناس على أن يصبحوا واعين لحريتهم في اختيار مسارهم الخاص، والذي قد ينضم، ولكن ليس بالضرورة، إلى مسارات آخرين. بينما يبحث الأصوليون عن علامات لخيانة الذات، يسأل الوجوديون بتحدٍ، «كيف لست أنا نفسي؟» والجواب: فقط عندما أنسى حريتي، وأستسلم لـ «سوء النية». في أي حالة أخرى، فإن اختياراتي –مهما كانت– تشكلني.